# Grehit
Der Grehit (ukrainisch Ґрегіт; russisch Грегит Gregit, polnisch Grahit) ist ein 1472 m hoher Berg in den ukrainischen Karpaten. Er befindet sich im Nationalpark Huzulschtschyna der Oblast Iwano-Frankiwsk.
Der Gipfel ist teilweise bewaldet, die Hänge sind steil (vor allem die östlichen), felsig und mit Wald bedeckt. Die nächstgelegenen Siedlungen sind die Dörfer Schepit und Wolowa. Im Norden des Berges entspringt der Bach Stawnyk, der rechte Nebenfluss der Pistynka.

## Galerie

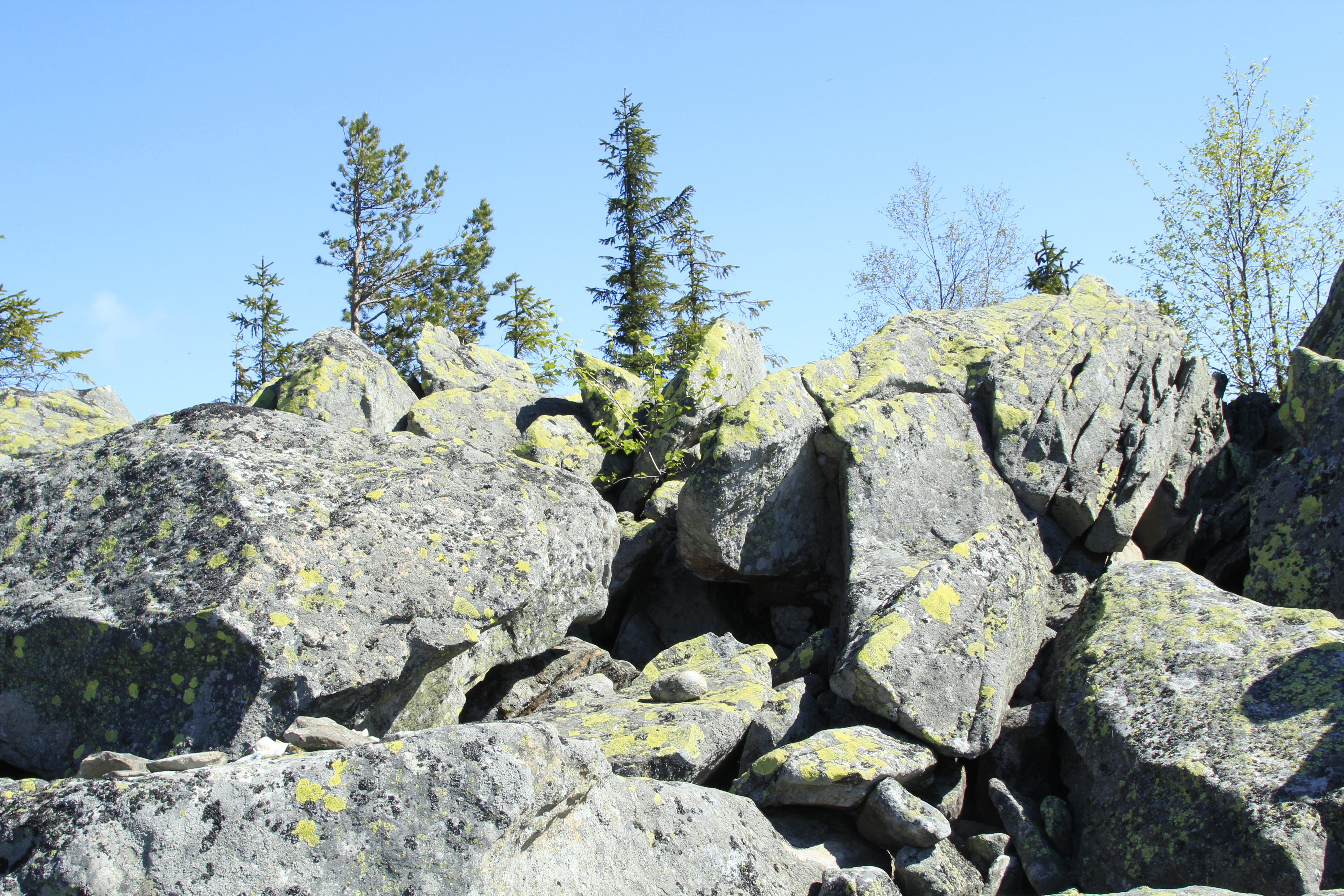
Steinsetzer auf dem Gipfel
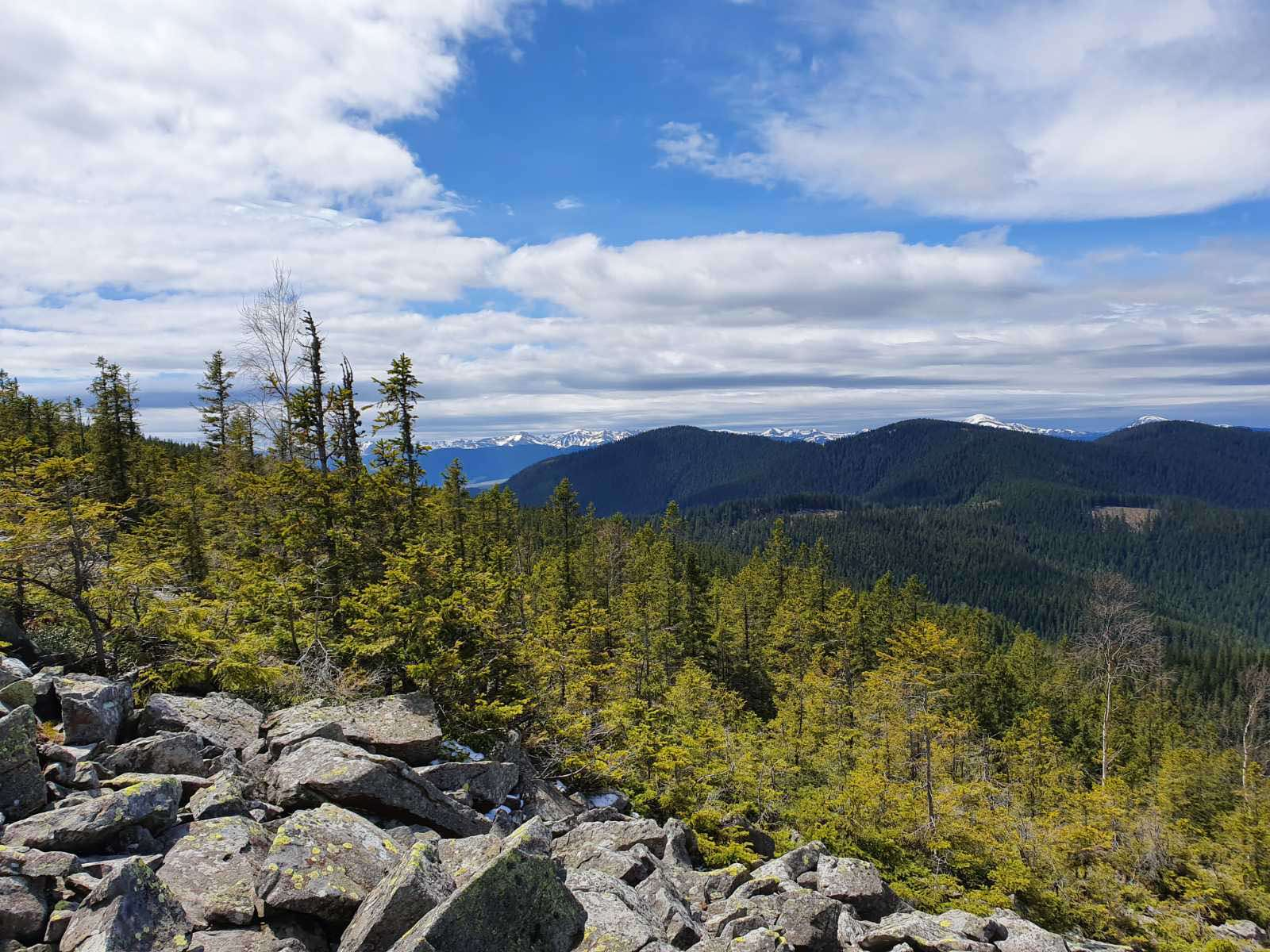
Blick nach Westen von den Nordhängen des Berges
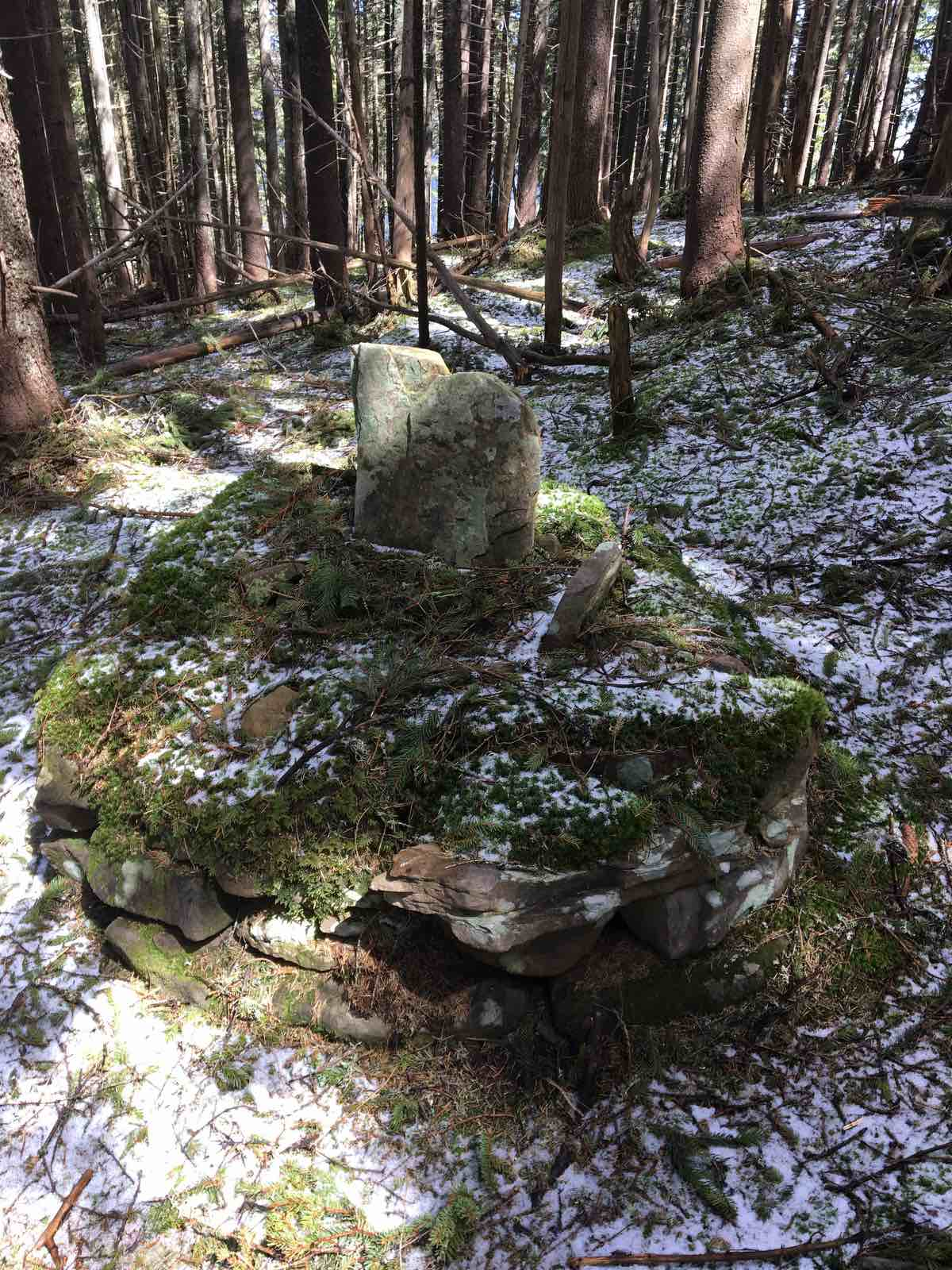
Eine Bergquelle